# Христологія

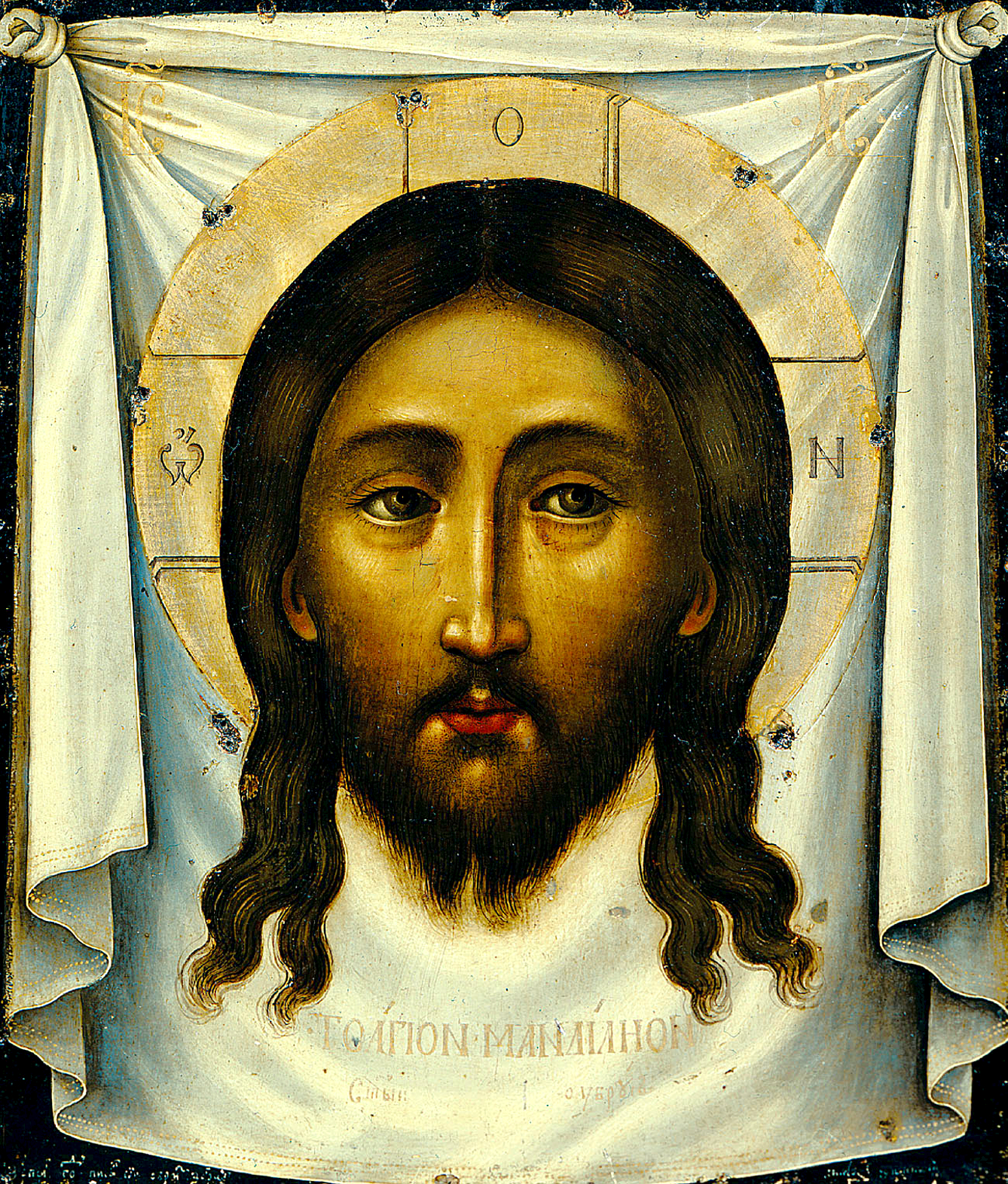
Ікона «Спас Нерукотворний» Симон Ушаков.

Христологія — галузь християнського богослів'я, що займається вивченням питань, що належать до другої Особи Пресвятої Тройці Ісуса Христа. Основне христологічне питання — про співвідношення божественної та людської природи в Ісусі Христі.

## Історія христології
Суперечки про особистості Ісуса Христа почалися ще при Його земного життя. Як найближчі його послідовники (апостоли), так і запеклі його ненависники, не могли до кінця зрозуміти «хто це такий?», якою владою Він творить, куди Він іде, і яку Чашу мав намір він випити? Про це нерозуміння людей повідомляють різні євангельські епізоди. Сам же Христос не завжди задовольняв цікавість всіх хто питав його про це, і навіть найближчим своїм учням вказував, що деякі речі вони не в змозі збагнути, або ж (навіть апостолам) не корисно знати багато таємниць Божих.
Христос наказав апостолам розповісти про Нього всьому світу (всім народам), що, природно, неможливо було б зробити без глибокого та всебічного осмислення незбагненної особистості Сина Божого. Ісус сказав, що лише Дух Святий дасть людям мудрість для правильного усвідомлення втіленого Бога-Слова. У православній практиці існує стійкий вираз: «Хто молиться, той і богослов, а хто богослов той молиться». Наприклад, в одній з молитов 9-го часу Розсудливий розбійник називається богословом.
Після зішестя Святого Духа в день П'ятидесятниці, апостоли приступили до проповіді про Христа і тим поклали початок христології, не лише як практики, але і як науки. Незабаром з'явилося безліч текстів про Ісуса Назарянина, в тому числі і Євангелія. Потім христологію розвивали мужі апостольські та ранні християнські апологети.

### Християнське розуміння христології до розділення
В середині V століття християнська церква чітко і недвозначно сповідувала:
1. у Христі наявні дві природи — людська й Божественна, але одна особа, або іпостась, — Божественна[2];
2. особистість Христа — єдина й тотожна іпостасі Сина у Святій Трійці, а це дозволяє визнати, що Христос як особа існує не за природною необхідністю, а у свободі[2];
3. «так само, як Бог „є досконалим Богом“ лише як особа, так і людина у Христі є „досконалою людиною“ лише як іпостась, як особа, тобто як свобода і любов»[2].

### Православ'я. Історія й основні положення православної христології
Становлення православної христології відбувалося на тлі боротьби із християнськими єресями і насамперед з несторіанством, монофізицтвом, монофелітством та вченням Аполінарія.
Авторитетні в православ'ї отці Великі каппадокійці підкреслювали, що Христос єдиносущний Богу Отцю і Духу Святому за Божеством і, при цьому, единосущний всім людям по людській природі.
Саме як людина, Христос страждав за всіх людей на хресті, після того, як сприйняв на Себе гріхи всього світу (1 Пет 2:24).
Православна христологія оформилась в протистоянні несторіанству та монофізитству.
Несторіанство, на відміну від православ'я візантійської традиції сповідує симетричну христологію: не лише дві природи, але і два суб'єкта цих природ у Христі: людину Ісуса та Божественний Логос, Друга Особа Пресвятої Трійці.
За Несторія, який слідував у своєму вченні Диодору Тарсійському та Феодору Мопсуестійському, Ісус, будучи людиною, став Христом через зішестя Святого Духа, а Логос перебував у ньому в особливому моральному чи відносному з'єднанні (грец. κατα σχέσιν).
Проти Несторія виступили, зокрема, Леонтій Єрусалимський, Прокл, Євсевій Дорілейський і свт. Кирило Олександрійський.
Останній близько 428 року опублікував «Дванадцять анафематізмов», що викривали несторіанство, і ввів термін «Іпостасні союз».
Полемізуючи з несторіанами, Кирило стосовно людської природі Христа ввів також поняття аніпостазиса. Вважаючи людське єство Ісуса аніпостасним (знеособленим), Кирило вчив, що воно ніколи не було окремою іпостассю (особистістю), тобто не існувало незалежно від божественного єства.
За Кирилом, не було такого моменту, коли Ісус, будучи звичайною людиною, себе обожив, як вважали несторіани.
431 року двісті єпископів, присутніх на Ефеському соборі, постановили визнавати з'єднання в Ісусі Христі з часу втілення божественного та людського початку.
Було також постановлено сповідувати Ісуса Христа досконалим Богом та досконалою людиною, а Діву Марію — Богородицею.
За визначенням Халкедонського собору, у Христі Бог з'єднався з людською природою «незлитно, нероздільно, нерозлучно, незмінно», тобто, у Христі визнаються дві природи (божественна та людська), але одна Особистість (Бога Сина).
При цьому ні природа Бога, ні природа людська не зазнали ніякої зміни.
Халкідонський собор, незважаючи на однозначне відкидання несторіанства, сповідує діофізітство, яке може бути витлумачено в несторіанському сенсі, що й робили, спокушаючи православних і міафізітів. Феодорит Кирський та інші кріптонесторіани, згодом були засуджені разом зі своїм учителем Феодором Мопсуестійським на Другому Константинопольському соборі.
Таким чином, на Другому Константинопольському соборі двусуб'ектність діофізітської христології однозначно була відкинута Православними церквами візантійської традиції, які сповідують односуб'ектну діофізітску христологію, близьку до христології свт. Кирила Олександрійського, але формально не збігаються з нею.
Сучасна православна христологія сформульована прп. Максимом Сповідником в боротьбі з єретичною доктриною з точки зору візантійського православ'я, монофелітства.
Далі це діофелітстське вчення затверджено на Третьому Константинопольському соборі. Діяннями Третього Константинопольського собору закріплено вчення, що в Христі дві природи, дві волі і два хотіння (Божественне та людське), і людське єство жодною мірою не пригнічується Божественним — воно добровільно (і свідомо) пішло на хресні страждання заради майбутнього преславного свого обоження та заради спасіння всіх людей.
Православна церква вчить, що гріхопадіння людей настільки глибоко, що лише Бог, через Своє втілення, їх може врятувати (ніяким людям, ні навіть вищим ангелам, це не під силу).
занепалих в гріхопадіння звичайне людське єство (включає в себе дух, душу та тіло) Христос своїми хресними стражданнями оновив (повернув в первозданний райський стан), зцілив та обожив.
Саме тому в християнстві так важливо причащання куштування Тіла і Крові Спасителя для повного з'єднання в кохання з самим Богом.
В православному богослов'ї трапляються кілька розхожих думки, коли саме Христос добровільно взяв на Себе гріхи всіх людей:
1. в момент втілення (Благовіщення);
2. під час Свого хрещення у водах Йордану;
3. під час Його скорботної молитви про чашу, в Гефсиманському саду.
4. в момент Його розп'яття та смерті на Хресті.

При цьому, Церква вчить, що від Своєї Пречистої Матері Спаситель сприйняв немічну та уражену плоть занепалого людства, але не сприйняв ніякого гріха.

### Католицизм
in natura – у Христі немає змішаного підмету . Існує лише дозвіл двох натур. Отже, є правдивий Бог і правдива людина.
На думку св. Августина, божественність Христа існує по відношенню до людства.  Вона входить у світ людей. Вона не змішується з людяністю. Людська природа Христа НЕ існує наперед, бо вона має початок.
```
Іпостасний союз
 = союз 2-х натур в 1 особі. Дві натури одна особа. 
```

Логос – це Бог, він божественний за своєю природою, як і Трійця; він володіє ним через свою ідентичність як народжений від Отця (зачаття = акт передачі), він є суб'єктом дії ad intra і ad extra (мислення, любов і творення, спасіння). Його Божество становить вічне, але, народившись від Матері, він став людиною, яка прийняла людську природу як божественна особа.  Субстанціональний союз – Слово набуває природи (природа належить Слову), під яким ми говоримо, що це людина. У цьому випадку ми розуміємо Союз як відносини, що не порушують і не змінюють предмет. Наприклад, відносини між двома людьми не нищать  людяність. Ці стосунки були створені Богом. По-перше, це було створення тіла/природи, яка повинна була існувати для Слова, тому що Він прийняв її.  Так людська природа стала суб'єктом, що належить Воплоченому Слову.  Таким чином, Втілення означає дві природи. Не має тут реінкарнації.  
```
Дві площини  єднання
 – тіло і душа – Христос досягає максимуму людської природи.  Бог діє благодаттю на людину. Благодать діє на природу і приймає людину, і людина не буде надлюдиною. Благодать однакова що до якості, а не в кількості. Ніхто не отримає благодаті, рівної або більшої за Христа. 
```

Звеличення людської природи через втілення – якщо Слово підносить людство, воно підносить душу і тіло, бо прийняття творіння Словом є піднесенням. У людстві завжди відбуваються зміни. Бог, діючи на людство, робить його присутнім для всієї Трійці. Благодать – це любов Отця до Своїх створінь, включаючи кожну людину, а це означає, що всіх нас любить. Отже, Христос є Новим Адамом. Любов, як джерело благодаті, стає обіцянкою благодаті для кожної людини. Першою благодаттю з боку Христа є усиновлення. Син передає любов Отця навіть після Свого втілення. 
Можливість втілення іншої особи Святої Трійці – тринітарне богослов'я вважає таку тезу безглуздою. Слово/Син робить людську природу існуючою через втілення/акт втілення, тому що Він є першим Богом і має те саме, що й інші Особи Трійці. Історія спасіння говорить нам, що страсті, смерть і воскресіння були передбачені для Сина. 
Униження Слова (Кеноза) - прийняття  людської природи Словом, є новим способом буття Слова, що випливає з цієї природи. І людська природа, і Христос у цій природі мають момент народження і підлягають розвитку. Отже, смирення має бути чимось реальним і таким, що підлягає змінам.  Увага, будь-яка зміна повинна відбутися тільки зі сторони створіння, не Слова бо Бог не змінний.  Воскресіння не є історичним фактом. 
Людська і божественна особистість у Христі.
Умови Воплочення – людська природа Христа реальна, і тому вона триває. Вона існує, коли належить божеству.
Не можна говорити  про змішану і божественно-людську дію, ні про змішання натур. Випадковоцго об'єднання не буває. В одній особі є дві природи, тобто людина в божественності і людстві. Іншими словами, aliud et aliud, що означає і те, і інше. Одне і теж саме, а інше за своєю природою. З Христом Його натура людська  перебуває в тій мірі, в якій воно перебуває в божественності. У Ісуса людська натура  належить до Слова, як до свого власного.
Існує проміжок часу щоб відбулося  з'єднання тіла і душі, це необхідний людині для того, щоб з'явилася на світ. У ньому є людина Слова.
Слово не може і не хоче позбутися Божественності, воно хоче завжди бути Сином.  В результаті припущення про людську природу вона повинна бути у всіх речах в єдиносущна (homousios. гомоянізм)  , незважаючи на володіння вищою, божественною і нескінченною особистістю.
Перед існування Логосу - людська природа не може існувати так само, як існувало Слово.  Слово випереджує  акт існування  у справі творіння. Отже, ВІн  існував  ще до створення світу. Максималістичні теорії П'єр Боне – Слово є причиною всієї історії спасіння. Між вічністю і часом немає проміжного часу. Тексти Старого Завіту говорять про попереднє існування людини, а не природи. Слово існує як Бог. Тому Ісус каже: «Істинно, істинно кажу вам: Перш ніж був Авраам, – Я є!» (Іван 8:58).Мінімалістичні  теорії – заперечення попереднього існування та зосередження на тому, що належало Ісусу як людині. Через твердження, що Ісус завжди був єдиним з Богом, було зроблено спробу спростувати таке ствердження . Вважалося, що Бог може послати Себе, оскільки Він був скрізь.
Святість людської природи Христа – натура людини у Христі свята, бо належить Слову. Вона освячує тих, хто до них доторкнувся. Освячуються і ті, хто стикається з Євхаристією. Людська природа є свята завдяки благодаті яку отримала,  Ісус любить  природу людини.
Святість – це благодать, дана людській природі Ісуса. Предметом благодаті у Христі є любов, яку Він мав в Отці, а отже, і вся людська натура Ісуса.
Зв'язок між Словом і Отцем є спільним для цілого  людства. Гріх не міг з'явитися в Ісусі, тому, що це б розірвало зв'язок  у стосунку з Отцем.
Найдосконалішим способом з'єднання Бога з людиною-створінням є вищезгаданий іпостасний союз. Людство є елементом творіння, і Бог приймає лише одну людську природу.
Віра і надія у Ісуса Христа – Христос мав видіння Бога на землі (visio Beata). Отже, Ісус має  повне, об'єктивне знання про Бога. Усе, що він говорив про Бога, було достовірним і правдивим. У нього не було віри, але він знав таємниці Бога. Йому була притаманна довірлива віра, яка протистояла подіям його життя. Метою надії Христа було воскресіння. Віра закінчиться. Надія збувається. Любов залишиться.  
Благодать у Христа, нескінченність  Божественної Особи у Христі, робить повноту Христової благодаті, нескінченністю.
До благодатей, створених у душі Самого Бога, відносяться :
- освячуюча благодать;
- богословські чесноти, пов'язані зі знанням і любов'ю до Бога;
- благодаті, що діють в будь-якому моменті (в будь якому часі);
- інші в результаті діяльності  Духа Святого .
Як було сказано вище, жодна людина не отримає благодаті, рівної або більшої за благодать Христа.
Благодать існувала з моменту зачаття. Бачення Бога у Христі було присутнє від самого початку. Називаємо її любов'ю Отця до Сина. 

### Протестантизм
Протестанти належать до різних церков, конфесій та деномінацій і не мають єдиного для всіх своїх послідовників погляду на особистість Ісуса Христа.

## Інші напрямки християнства

### Мунізм
Христологія, згідно з "Викладом Принципу", пропонує фундаментальну переоцінку традиційних християнських доктрин, таких як Трійця та народження згори, прагнучи розв'язати питання, що спричиняють значну плутанину у вірі та доктрині. Цей підхід ґрунтується на розумінні "первісної цінності людини", що слугує основою для всіх христологічних відповідей. Ісус у цьому контексті представлений як людина, яка повністю втілила мету творення, досягнувши досконалості. Його сутність описується як "дерево життя", необхідне для відновлення всього людства, оскільки після гріхопадіння Адама людство втратило здатність до самовідновлення. Хоча Ісус має божественну природу і перебуває в повній єдності з Богом, Він не є Самим Богом, що пояснюється аналогією душі і тіла, де тіло є другим "я" душі, але не самою душею. Це розуміння, підкріплене біблійними посиланнями, які вказують на Ісуса як на людину, а не на Творця, свідчить про радикальну переінтерпретацію Святого Письма, що відрізняється від традиційних богословських тлумачень. Таким чином, христологія "Принципу" не просто доповнює існуючі погляди, а пропонує системне переосмислення, де досконала людська природа Ісуса є необхідною передумовою для виконання Його місії.   
Центральною місією Ісуса, згідно з "Принципом", є роль "Істинного Батька", який дарує відродження людству, повертаючи його до первісного, безгрішного стану. Це завдання виникає безпосередньо з наслідків гріхопадіння Адама і Єви, які стали "хибними батьками", що породили "злих дітей", унеможлививши самостійне відновлення людства. Отже, для повного очищення від первородного гріха необхідне як духовне, так і фізичне відродження. Духовне відродження відбувається через віру в Ісуса як Спасителя за натхненням Святого Духа, який ідентифікується як "Істинна Мати" або "друга Єва". Ця концепція підкреслює гендерну комплементарність у процесі спасіння: Ісус як чоловічий Господь діє на небесах, а Святий Дух як Його жіночий відповідник діє на землі, допомагаючи розкаятися в гріхах. Однак, оскільки людство впало як духовно, так і фізично, повне відродження вимагає повернення Христа у плоті для здійснення фізичного спасіння. Це переосмислення спасіння відходить від традиційного фокусу на спокуті через жертву, натомість зосереджуючись на переродженні та відновленні родоводу через "Істинних Батьків".   

Концепція Трійці в "Принципі" також відрізняється від традиційного онтологічного розуміння, пояснюючись через "Принцип Творення" та "основу чотирьох позицій". Трійця формується, коли Ісус та Святий Дух, як "об'єктні партнери", що виявляють дуальні характеристики Бога, об'єднуються через взаємодію, де Бог є центром. Первісно Бог мав намір, щоб Адам і Єва стали "Істинними Батьками людства", утворивши трійцю з Богом і заснувавши Царство Небесне на землі. Їхнє гріхопадіння призвело до "трійці" із сатаною в центрі. Відтак, Ісус і Святий Дух були призначені стати "другими Адамом і Євою" та "Істинними Батьками", щоб дарувати відродження. Воскреслий Ісус і Святий Дух змогли утворити лише "духовну трійцю" з Богом, виконуючи місію "духовних Істинних Батьків". Отже, повернення Христа у плоті є необхідним для формування "досконалої трійці з Богом" та становлення "Істинними Батьками як духовно, так і фізично", що дозволить усунути первородний гріх та встановити Царство Небесне на землі. Ця христологія пропонує єдину теорію відновлення, де кожен елемент служить досягненню Божого первісного ідеалу, підкреслюючи антропоцентричний аспект спасіння в рамках теоцентричного плану.   
Історичним християнством питання христологии вирішувалися різному, внаслідок чого виникли вчення, засуджені Церквою як єретичні:
- Аріанство
- Аполлінаріанство
- Несторіанство
- Монофізитство
- монофелітство

### Творіння Святих Отців
1. Прп. Іоанн Дамаскін Джерело знання [Архівовано 11 жовтня 2010 у Wayback Machine.] Пер. з грец. та комент. Д. Є. Афиногенова, А. А. Бронзовая, А. І. Сагарда, Н. І. Сагарда. — М.: Індрік, 2002. — 416 з . — (Спадщина святих батьків. Т. 5)

### Науково-богословська література
1. Jean Meyendorff. Le Christ dans la Theologie Byzantine. Paris, 1968. (Англійською: John Meyendorff. Christ in the Eastern Christian Thought. New York, 1969. Російський переклад: Прот. Іоанн Мейєндорф. «Ісус Христос в східному православному богослов'ї». М., 2000.)
2. Еп. Григорій (В. М. Лур'є). Історія візантійської філософії. Формативний період. СПб., Axioma, 2006. XX + 553 з. ISBN 5-901410-13-0 Зміст [Архівовано 1 березня 2011 у Wayback Machine.], Розділ 1, гл. 1 [Архівовано 4 листопада 2011 у Wayback Machine.], Розділ 1, гл. 2 [Архівовано 4 листопада 2011 у Wayback Machine.], Розділ 2, гл. 1 [Архівовано 26 лютого 2010 у Wayback Machine.], Розділ 2, гл. 2 [Архівовано 26 лютого 2010 у Wayback Machine.], Розділ 4, гл. 1 [Архівовано 4 листопада 2011 у Wayback Machine.], Розділ 4, гл. 2 [Архівовано 4 листопада 2011 у Wayback Machine.]
3. В. В. Болотов «Лекції з історії стародавньої Церкви». Том 4 [Архівовано 27 листопада 2010 у Wayback Machine.]
4. А. В. Карташев Вселенські Собори [Архівовано 28 липня 2012 у Wayback Machine.] Париж, 1963
5. Соколовський О. Л. Христологія: еволюція доктрини: монографія / О. Л. Соколовський. — Житомир: Вид-во Євенок О. О., 2018. — 472 с.